# 民族自由黨
民族自由黨（德語：Nationalliberale Partei, NP）是德國德意志帝國時期的一個代表當時溫和自由主義者的政黨，主要支持群體包括上層資產階級、商業巨頭，以及信仰新教、擁護民族主義的中產階級。民族自由黨於1867年北德意志聯邦選舉時成立，內部存在強調法治主義、擁護個人自由，以及強調民族國家概念、支持加強國家權力的兩派。這兩派之間的對立最終令民族自由黨內部出現裂痕，但終德意志帝國時代，民族自由黨都是當時德國的主要政黨之一。

## 歷史
德國初統一之時，民族自由黨是議會第一大黨、首相俾斯麥的主要支持者，但後來民族自由黨卻與俾斯麥發生矛盾並分道揚鑣。此後，因黨內政見分歧，自1879年選舉後，民族自由黨逐漸喪失選票，在議會中地位大不如前，但直至1918年解散，也依然是德意志帝國議會中的主要政黨之一。
進入魏瑪時代，民族自由黨的主體併入德國人民黨、黨內極右派加入極右翼的德國國家人民黨，而部分左派成員則加入自由主義政黨德國民主黨。